# Урбах (Вестервалд)
Урбах (њем. Urbach) општина је у њемачкој савезној држави Рајна-Палатинат. Једно је од 62 општинска средишта округа Нојвид. Према процјени из 2010. у општини је живјело 1.544 становника. Посједује регионалну шифру (AGS) 7138074.

## Географски и демографски подаци
Урбах се налази у савезној држави Рајна-Палатинат у округу Нојвид. Општина се налази на надморској висини од 281 метра. Површина општине износи 11,3 km². У самом мјесту је, према процјени из 2010. године, живјело 1.544 становника. Просјечна густина становништва износи 137 становника/km².